# 戴国森

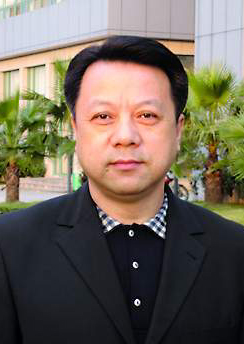
戴国森

戴国森（1956年10月—），男，籍贯浙江温州，1980年7月加入中国共产党，1977年9月参加工作，中共中央党校大学学历，原温州经济技术开发区管理委员会主任、中国共产党温州经济技术开发区委员会副书记，2009年4月被免职（雙規）。2009年11月，以受贿罪被判处有期徒刑13年，没收财产50万元。